# Редвиц, Михаэль
Михаэль Редвиц (нем. Michael Redwitz; 14 августа 1900, Байройт, Германская империя — 29 мая 1946, Ландсбергская тюрьма) — гауптштурмфюрер СС, шуцхафтлагерфюрер в концлагере Дахау.

## Биография
Михаэль Редвиц родился 14 августа 1900 года в Байройте. По профессии был продавцом. 2 сентября 1925 года вступил в НСДАП (билет № 17607) и в 1930 года вновь был принят в нацистскую партию. С 1934 по 1938 года в качестве офицера проходил военную службу в вермахте. 14 декабря 1938 года был зачислен в ряды СС (327349) и в 1941 году дослужился до звания гауптштурмфюрера.
С конца декабря 1938 года и до конца марта 1942 года был начальником отдела почты в концлагере Маутхаузен. С февраля 1941 года был вторым шуцхафтлагерфюрером в концлагере Гузен. В начале апреля 1942 года стал адъютантом коменданта в концлагере Равенсбрюк. С ноября 1942 года был шуцхафтлагерфюрером в концлагере Дахау. Будучи первым шуцхафтлагерфюрером лагеря он непосредственно подчинялся коменданту, а ему, в свою очередь, другие шуцхафтлагерфюреры. Редвиц отвечал за соблюдение лагерного режима, внутренний распорядок, ежедневные переклички во время сбора и условия заключения. Кроме того, он контролировал исполнение всех наказаний, в том числе телесных, чтобы обеспечить их «правильное» выполнение. Редвиц до середины марта 1944 года служил в Дахау, а потом 5 месяцев служил в концлагере Бухенвальд. С августа 1944 года в составе Войск СС служил на Западном фронте.
После окончания войны вместе с другими служащими концлагеря Дахау 15 ноября 1945 года предстал перед американским военным трибуналом на главном процессе по делу о преступлениях в концлагере Дахау. В качестве свидетеля по собственному делу Редвиц признался, что присутствовал при 40 казнях. 13 декабря 1945 года был приговорён к смертной казни через повешение. При вынесении приговора было принято во внимание особая жестокость преступлений, включавшая в себя контроль за исполнением наказаний и избиение заключенных кнутом. 29 мая 1946 года приговор был приведён в исполнение.